# Балобанова, Екатерина Вячеславовна
Екатерина Вячеславовна Балобанова (1847, Нижний Новгород — 7 февраля 1927) — русская писательница, историк литературы, специалист библиотечного дела, педагог, знаток кельтских языков и литературы.

## Биография
Происходила из дворян Нижегородской губернии. Воспитывалась в нижегородском Мариинском институте. Затем училась в Сорбонне, университетах Гейдельберга и Гёттингена. Об этом периоде своей жизни Е. Балобанова писала: 

«Я очень усердно работала в Сорбонне на отделении langues celtiques, но не успела окончить, началась Франко-прусская война (1870—1871 гг.), Коммуна. Все было закрыто. Пришлось бросить Париж, и я перекочевала в Гейдельберг. Здесь я поступила в университет к проф. Виндишу, вольнослушательницей, так как женщин туда не принимали, на тот же кельтский отдел, на котором я пробыла до 1875 года, прослушав еще попутно очень важный для меня курс средней истории у Феликса Дана».
В Гёттингенском университете, кроме курсов библиотековедения, она окончила ещё два отделения: теоретического и практического библиотековедения и, получив диплом библиотекаря, вернулась в Россию. Знала 10 языков.
В 1878 поступила на филологическое отделение вновь открытых Бестужевских курсов. Выпускница первого выпуска (1882). За выпускную работу по творчеству легендарного кельтского барда III века Оссиана, была оставлена при кафедре профессора А. Н. Веселовского.
После окончания «Бестужевки» работала библиотекарем курсов. 42 года жизни отдала — библиотеке Высших женских курсов, литературно-научным трудам и педагогическому делу. При начале её работы в Библиотеке курсов книг было 2-3 шкафа, когда же Е. Балобанова передавала эту библиотеку Университету — их было более 100 000 томов.
После закрытия Бестужевских курсов в 1918, некоторое время давала частные уроки, жила в нужде, ослепла. Пенсии не получала. Умерла в одиночестве, всеми забытая.

## Научная деятельность
Теоретические обоснования библиотечного дела Е. Балобанова изложила в своей книге «Библиотечное дело», вышедшей в двух изданиях — 1901 и 1902 года. Эта книга была первым и единственным руководством на русском языке по библиотековедению, в ней намечались основные принципы библиотечной работы, был показан совершенно новый тогда, мало известный широкой публике взгляд на роль библиотекаря как ученого хранителя собранных сокровищ человеческих знаний, специалиста библиотечного дела. Вторым печатным трудом по этому вопросу являются каталоги библиотеки Высших женских курсов в 3-х томах (1908—1909).

## Литературная деятельность
Литературная работа Е. Балобановой началась в 1890-х годах статьями «Кельтские повести», «Кельтская архитектура и орнаментика». Тогда же появилась её работа «Поэмы Оссиана Макферсона. Исследования, перевод и примечания». Е. Балобанова принадлежала к числу крайне редких в Российской империи знатоков бретонского языка и литературы. Еще в период своих занятий у проф. Виндиша она работала над кельтскими рукописями в Архивах Дублина, Эдинбурга и Абердина. За работу по Оссиану она получила от Кельто-ирландского общества золотой Оссиановский жетон «Honoris causa». Результатом работы в Абердине была — историческая монография «Маленькие шотландские патриоты», переведенная на английский язык, которая выдержала там два издания.

## Избранная библиография

### Библиотечное дело
- Библиотечное дело. — 2-е изд. — СПб., 1902. — 38 с. Архивная копия от 21 августа 2019 на Wayback Machine
- Каталог Библиотеки С.-Петербургских Высших женских курсов (1908)

### Педагогические вопросы
- Национальная ассоциация для реформы среднего образования во Франции (1891)
- Съезд по вопросам женского образования в октябре 1890 г. в Гейдельберге // Женское образование. (1891)
- Институт свободного преподавания. Новый закон о среднем образовании во Франции // Женское образование. (1891)

### Исторические монографии
- Две судьбы: герцогиня Рената Феррарская и Муза Италии Олимпия Мората : биографический очерк из эпохи Возрождения и Реформации (1899)
- Маленькие шотландские патриоты (1903)

### Историко-литературные работы
- Поэмы Оссиана. Исследование, перевод и примечания (1891);
- К вопросу об Оссиановском цикле сказаний (1893)
- Легенды о старинных замках Бретани (1896 и 1899);
- Рейнские легенды (СПб., 1897 и 1898);
- Кельтские повести (1899)
- Западно-европейский эпос и средневековый роман в пересказах и сокращенных переводах с подлинных текстов (1896; вместе с О. Петерсон);
- Легенды и предания Бретани, Рейна, Пиренейских гор и Тюрингии (собранные Е. Балобановой непосредственно на месте).